# 中共福建省委党校
中共福建省委党校和福建行政学院为“两块牌子一套班子”，是中共福建省委、福建省人民政府培养党员干部和公务员的学校，是福建省委、省政府直属的参照公务员法管理的事业单位。

## 历史沿革
中共福建省委党校的前身是武夷干校。1939年至1943年，中共福建省委先后在崇安县坑口绿村洋和建阳太阳山举办五期马列主义干部训练班（从第三期开始改名“武夷干校”），时任省委书记曾镜冰亲任校长。
1950年6月，中共福建省委党校正式成立，同年7月2日正式开学。1953年2月，建立中共福建省委党校委员会。1956年1月，根据中共中央和省委指示，成立校务委员会替代校党委领导全校工作。同年9月，又撤销校务委员会，恢复校党委领导下的校长负责制。1966年文化大革命开始后，干部培训工作全部停止。1969年10月，中共福建省委党校被撤销，干部全部下放至五七干校劳动。1971年6月，省委在党校旧址举办县以上领导干部读书班。1973年11月，中共福建省委决定恢复省委党校，并成立党校领导小组，主持日常工作。1976年6月，决定成立党校临时党的核心小组。
1995年11月25日，福建行政学院在福州市仓山区成立，与福建经济管理干部学院合办，实行“两块牌子、一套班子”。2011年11月，中共福建省委、福建省人民政府决定，省委党校和福建行政学院实行“一套班子、两块牌子”联合办学体制。2021年6月，位于福州市闽侯县上街镇的新校区建成并于7月1日正式投入使用，总占地面积660亩，总建筑面积24.5万平方米。

## 职责
1. 按规定培训轮训厅级党员干部及后备干部、正县处级党员领导干部和乡（镇）党委书记；培训国有企业管理人员、政策研究人员、理论干部；协助组织部门对学员在校学习期间的表现进行考核。
2. 围绕党的中心任务，对重大理论和现实问题进行科学研究，为教学和实践服务，为省委、省政府决策服务。
3. 针对改革开放和社会主义现代化进程中的重大理论和现实问题，开展马克思主义中国化最新成果的理论宣传，开展党的路线、方针、政策的宣传。
4. 开展哲学社会科学研究，行政管理体制改革、科学行政、依法行政、社会管理、公共服务等方面的理论和实践问题研究；开展决策咨询工作。
5. 按照国家有关法律法规和政策规定，开展在职研究生以及其他形式的干部教育和培训。
6. 开展与有关机构的合作和交流；指导市、县（区）委党校和行政学院(校)工作。
7. 承办省委、省政府举办的专题研讨班；承担省委、省政府交办的其他任务。

## 组织机构
行政部门
- 办公室
- 组织人事处
- 审计处
- 教务处
- 公务员培训处
- 学员工作处
- 科研与决策咨询处
- 研究生工作处
- 业务指导处
- 合作交流处
- 干部教师进修学院（继续教育学院）
- 后勤服务处（基建处）
- 财务处
- 离退休干部工作处
- 机关党委

教研教辅部门
- 哲学教研部
- 经济学教研部
- 科学社会主义与政治学教研部
- 中共党史教研部
- 党的建设教研部
- 法学教研部
- 社会与文化学教研部
- 公共管理教研部
- 生态文明教研部
- 基础教研部
- 马克思主义研究院
- 闽台研究院
- 图书馆
- 信息技术部